# 앙드로마크

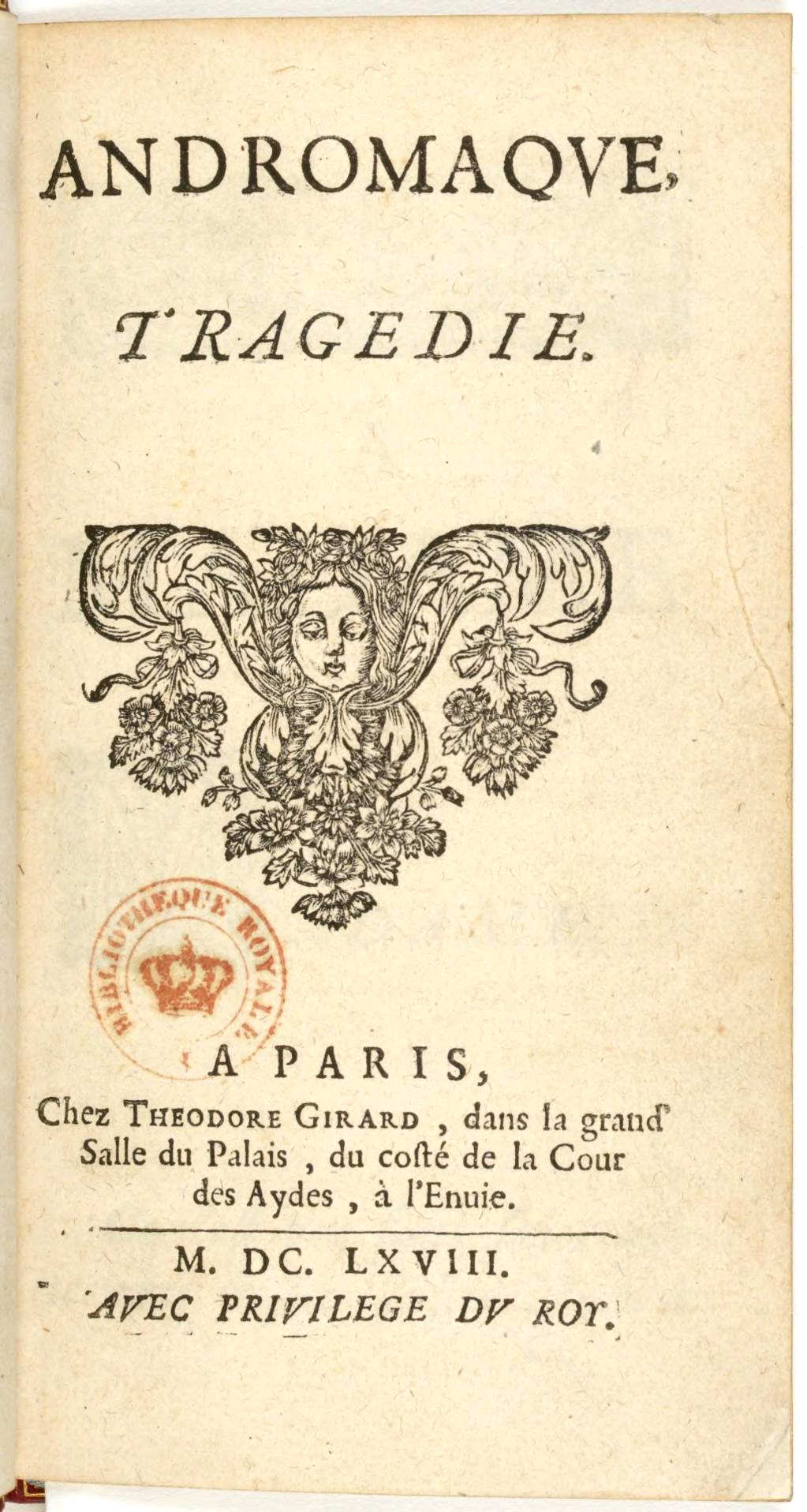

앙드로마크(Andromaque)는 프랑스의 극작가, 장 라신의 비극적 희곡이다. 이 작품은 오트 드 부르고뉴에서 1667년 11월 17일, 프랑스의 왕비 마리 테레즈를 위해 초연되었다.
에우리피데스와 베르길리우스의 작품들이 라신의 희곡에 참고 자료가 되었다. 트로이 전쟁 이후, 트로이의 왕자 헥토르는 아킬레우스에 의해 죽임을 당하고, 헥토르의 미망인인 앙드로마크는 감옥에 갇혀, 아킬레우스의 아들 피루스의 노예가 된다. 피루스는 스파르타의 왕 메넬라우스의 딸인 헤르미오네의 결혼할 사이이다.
라신 희극의 구조는 여러겹의 짝사랑의 관계에 있다. 오레스테스는 헤르미오네를 사랑하지만, 그녀는 피루스를 사랑하고, 피루스는 그녀의 죽은 남편인 헥토르와 아스튀아낙스만을 사랑하는 안드로마케를 사랑한다. 피루스 궁전의 오레스테스의 등장은 이 관계에서 폭력적인 파멸을 폭발시킨다. 여성에 대한 친절에 관한 테마의 중요성은 라신의 이전 작품인 《알렉산더 대제》로부터의 잔재이다. 그의 다음 작품은 《페드르》의 열정에 도달할 때까지, 점차 그 비극적인 요소를 정화시킨다.
라신 희곡의 대부분의 작품과는 달리, 앙드로마크는 항상 인기가 있어왔고, 이 비극은 코메디 프랑세즈의 공연 목록 중에서 존경할 만한 작품 중 하나이다. 이 작품은 프랑스의 학교에서 가장 많이 읽히고 연구되는 고전주의적 연극이다. 자크 리베트의 4시간 길이의 영화, L'Amour fou에서 앙드로마크 공연 리허설 주변을 중심으로 한다.

## 줄거리
그리스의 외교관인 오레스테스는 피루스의 궁정에 도착하여, 그리스를 대표하여 피루스가 헥토르의 아들 아스튀아낙스에게 죽음을 내리도록 확신시키려한다.

## 위키 자료
- 앙드로마크 대본 (프랑스어)